# Eyes on This
| Recensione       | Giudizio |
| ---------------- | -------- |
| AllMusic         | [ 1 ]    |
| Robert Christgau | B+       |

Eyes on This è il secondo album della rapper statunitense MC Lyte, pubblicato nel 1989 da First Priority e Atlantic Records.

## Tracce
1. Cha Cha Cha – 3:00 – King of Chill
2. Slave 2 the Rhythm – 4:17 – Pee MD
3. Cappucino – 3:55 – Marley Marl
4. Stop, Look, Listen – 3:19 – King of Chill
5. Throwin' Words at U – 3:00 – Audio Two
6. Not wit' a Dealer – 3:20 – Audio Two
7. Survival of the Fittest – 4:08 – King of Chill, Audio Two
8. Shut the Eff Up! (Hoe) – 5:49 – Audio Two
9. I Am the Lyte – 4:00 – Grand Puba Maxwell
10. Rhyme Hangover – 2:03 – King of Chill
11. Funky Song – 3:55 – Grand Puba Maxwell
12. Please Understand – 3:01 – Audio Two
13. K-Rocks Housin' – 4:02 – Audio Two

## Classifiche

### Classifiche settimanali
| Classifica (1989)         | Posizione massima |
| ------------------------- | ----------------- |
| Billboard 200             | 86                |
| US Top R&B/Hip-Hop Albums | 6                 |